# Ле-Траве
Ле-Траве́ (фр. Le Travet) — колишній муніципалітет у Франції, у регіоні Окситанія, департамент Тарн. Населення — 126 осіб (2011).
Муніципалітет був розташований на відстані близько 570 км на південь від Парижа, 75 км на схід від Тулузи, 20 км на південний схід від Альбі.

## Історія
До 2015 року муніципалітет перебував у складі регіону Південь-Піренеї. Від 1 січня 2016 року належав до нового об'єднаного регіону Окситанія.
1 січня 2019 року Ле-Траве, Румегу, Ронель, Сент-Антонен-де-Лакальм, Сен-Льє-Лафенасс i Терр-Клап'є було об'єднано в новий муніципалітет Терр-де-Банкальє.

## Демографія
Динаміка населення (INSEE ):
Розподіл населення за віком та статтю (2006):
| Стать | Всього | До 15 років | 15-24 | 25-44 | 45-64 | 65-85 | Понад 85 |
| --- | ------ | ----------- | ----- | ----- | ----- | ----- | -------- |
| Чоловіки | 64     | 8           | 8     | 20    | 16    | 12    | 0        |
| Жінки | 72     | 12          | 8     | 16    | 24    | 8     | 4        |
| \| Статево-вікова піраміда \| Статево-вікова піраміда \| Статево-вікова піраміда \| \| ----------------------- \| ----------------------- \| ----------------------- \| \| Чоловіки \| Вік \| Жінки \| \| 0 \| 85 + \| 4 \| \| 4 \| 80-84 \| 0 \| \| 4 \| 75-79 \| 4 \| \| 0 \| 70-74 \| 4 \| \| 4 \| 65-69 \| 0 \| \| 0 \| 60-64 \| 4 \| \| 8 \| 55-59 \| 4 \| \| 4 \| 50-54 \| 12 \| \| 4 \| 45-49 \| 4 \| \| 4 \| 40-44 \| 4 \| \| 8 \| 35-39 \| 4 \| \| 4 \| 30-34 \| 4 \| \| 4 \| 25-29 \| 4 \| \| 8 \| 20-24 \| 4 \| \| 0 \| 15-20 \| 4 \| \| 0 \| 10-14 \| 4 \| \| 8 \| 5-9 \| 8 \| \| 0 \| 0-4 \| 0 \| |        |             |       |       |       |       |          |
| Статево-вікова піраміда |        |             |       |       |       |       |          |
| Чоловіки | Вік    | Жінки       |       |       |       |       |          |
| 0 | 85 +   | 4           |       |       |       |       |          |
| 4 | 80-84  | 0           |       |       |       |       |          |
| 4 | 75-79  | 4           |       |       |       |       |          |
| 0 | 70-74  | 4           |       |       |       |       |          |
| 4 | 65-69  | 0           |       |       |       |       |          |
| 0 | 60-64  | 4           |       |       |       |       |          |
| 8 | 55-59  | 4           |       |       |       |       |          |
| 4 | 50-54  | 12          |       |       |       |       |          |
| 4 | 45-49  | 4           |       |       |       |       |          |
| 4 | 40-44  | 4           |       |       |       |       |          |
| 8 | 35-39  | 4           |       |       |       |       |          |
| 4 | 30-34  | 4           |       |       |       |       |          |
| 4 | 25-29  | 4           |       |       |       |       |          |
| 8 | 20-24  | 4           |       |       |       |       |          |
| 0 | 15-20  | 4           |       |       |       |       |          |
| 0 | 10-14  | 4           |       |       |       |       |          |
| 8 | 5-9    | 8           |       |       |       |       |          |
| 0 | 0-4    | 0           |       |       |       |       |          |

## Економіка
У 2007 році серед 69 осіб у працездатному віці (15-64 років) 49 були активні, 20 — неактивні (показник активності 71,0%, у 1999 році було 65,2%). З 49 активних працювало 45 осіб (24 чоловіки та 21 жінка), безробітних було 4 (2 чоловіки та 2 жінки). Серед 20 неактивних 2 особи були учнями чи студентами, 15 — пенсіонерами, 3 були неактивними з інших причин.
У 2010 році в муніципалітеті числилось 54 оподатковані домогосподарства, у яких проживали 127,0 особи, медіана доходів виносила 14 584 євро на одного особоспоживача